# Antechinus
Antechinus és un gènere de marsupial dasiúrid originari d'Austràlia (incloent-hi Tasmània i algunes illes) i Nova Guinea. La majoria d'espècies d'aquest gènere són d'Austràlia i només dues (o potser tres) han estat observades a Nova Guinea. Són animals carnívors petits, semblants a musaranyes, que s'alimenten principalment de preses com ara aranyes, escarabats (incloent-hi les larves) i curculionoïdeus. Alguns són estrictament terrestres i només cacen a terra, mentre d'altres solen grimpar als arbres. Moltes espècies nien conjuntament en soques buides.